# Mohamed Abou Gabal
Mohamed Abou Gabal – meglio noto come Gabaski – (in arabo محمد أبو جبل‎?; Asyut, 29 gennaio 1989) è un calciatore egiziano, portiere del National Bank of Egypt e della nazionale egiziana.

## Carriera

### Club
Muove i suoi primi passi nelle giovanili dell'ENPPI. Il 1º settembre 2013 si accorda per tre anni con lo Zamalek per coprire il ruolo di terzo portiere, alle spalle di Abdel-Wahed El-Sayed e Mahmoud Genesh. Alla ricerca di maggior spazio, il 12 luglio 2016 passa a parametro zero allo Smouha. Il 30 luglio 2019 torna allo Zamalek.
Il 4 settembre 2022 si accorda a parametro zero con il National Bank of Egypt, firmando un contratto valido per tre anni.

### Nazionale
Dopo aver preso parte con la rappresentativa giovanile ai Mondiali Under-20 2009, organizzati in Egitto, il 3 settembre 2011 esordisce in nazionale in Sierra Leone-Egitto (2-1), gara valida per le qualificazioni alla Coppa d'Africa 2012.
Il 29 dicembre 2021 viene incluso dal CT Carlos Queiroz nella lista definitiva dei 25 convocati per la fase finale della Coppa d'Africa 2021. Complice l'infortunio occorso a Mohamed El-Shenawy agli ottavi contro la Costa d'Avorio, disputa la competizione da titolare, consentendo all'Egitto di raggiungere la finale – risultando decisivo agli ottavi contro la Costa d'Avorio e nella semifinale contro il Camerun, entrambe terminate ai rigori – persa ai tiri di rigore contro il Senegal.
Il 30 dicembre 2023 viene incluso dal CT Rui Vitória nella rosa dei 27 convocati per la fase finale della Coppa d'Africa 2023, disputata in Costa d'Avorio. L'Egitto verrà eliminato agli ottavi di finale dalla RD del Congo ai calci di rigore, complice un errore dal dischetto dello stesso Gabaski.

## Statistiche

### Presenze e reti nei club
Statistiche aggiornate al 30 dicembre 2023.
| Stagione                      | Squadra                       | Campionato                    | Campionato | Campionato | Coppe nazionali | Coppe nazionali | Coppe nazionali | Coppe continentali | Coppe continentali | Coppe continentali | Altre coppe | Altre coppe | Altre coppe | Totale | Totale |
| Stagione                      | Squadra                       | Comp                          | Pres       | Reti       | Comp            | Pres            | Reti            | Comp               | Pres               | Reti               | Comp        | Pres        | Reti        | Pres   | Reti   |
| ----------------------------- | ----------------------------- | ----------------------------- | ---------- | ---------- | --------------- | --------------- | --------------- | ------------------ | ------------------ | ------------------ | ----------- | ----------- | ----------- | ------ | ------ |
| 2010-2011                     | ENPPI                         | PL                            | 29         | -29        | CE              | 4               | -3              | -                  | -                  | -                  | -           | -           | -           | 33     | -32    |
| 2011-2012                     | ENPPI                         | PL                            | 5          | -13        | -               | -               | -               | CC                 | 0                  | 0                  | -           | -           | -           | 5      | -13    |
| 2012-2013                     | ENPPI                         | PL                            | 0          | 0          | CE              | 0               | 0               | CC                 | 0                  | 0                  | SE          | 0           | 0           | 0      | 0      |
| Totale ENPPI                  | Totale ENPPI                  | Totale ENPPI                  | 34         | -42        |                 | 4               | -3              |                    | 0                  | 0                  |             | 0           | 0           | 38     | -45    |
| 2013-2014                     | Zamalek                       | PL                            | 0+1        | 0          | CE              | 3               | 0               | CCL                | 2                  | -1                 | -           | -           | -           | 6      | -1     |
| 2014-2015                     | Zamalek                       | PL                            | 11         | -10        | CE              | 0               | 0               | CC                 | 1                  | -1                 | SE          | 0           | 0           | 12     | -11    |
| 2015-2016                     | Zamalek                       | PL                            | 0          | 0          | CE              | 0               | 0               | CCL                | 0                  | 0                  | SE          | 0           | 0           | 0      | 0      |
| 2016-2017                     | Smouha                        | PL                            | 26         | -31        | CE              | 3               | -4              | CC                 | 8                  | -5                 | -           | -           | -           | 37     | -40    |
| 2017-2018                     | Smouha                        | PL                            | 24         | -20        | CE              | 1               | -1              | -                  | -                  | -                  | -           | -           | -           | 25     | -21    |
| 2018-2019                     | Smouha                        | PL                            | 33         | -38        | CE              | 0               | 0               | -                  | -                  | -                  | -           | -           | -           | 33     | -38    |
| Totale Smouha                 | Totale Smouha                 | Totale Smouha                 | 83         | -89        |                 | 4               | -5              |                    | 8                  | -5                 |             | -           | -           | 95     | -99    |
| 2019-2020                     | Zamalek                       | PL                            | 20         | -12        | CE              | 2               | -2              | CCL                | 10                 | -8                 | SE+SA       | 1+1         | -0 + -1     | 34     | -23    |
| 2020-2021                     | Zamalek                       | PL                            | 18         | -9         | CE              | 1               | -1              | CCL                | 1                  | 0                  | -           | -           | -           | 20     | -10    |
| 2021-2022                     | Zamalek                       | PL                            | 14         | -15        | CE              | 0               | 0               | CCL                | 7                  | -6                 | SE          | 0           | 0           | 21     | -21    |
| Totale Zamalek                | Totale Zamalek                | Totale Zamalek                | 63+1       | -46        |                 | 6               | -3              |                    | 21                 | -16                |             | 2           | -1          | 93     | -66    |
| 2022-2023                     | National Bank of Egypt        | PL                            | 28         | -28        | CE              | 1               | -3              | -                  | -                  | -                  | -           | -           | -           | 29     | -31    |
| 2023-2024                     | National Bank of Egypt        | PL                            | 11         | -17        | CE              | 0               | 0               | -                  | -                  | -                  | -           | -           | -           | 11     | -17    |
| Totale National Bank of Egypt | Totale National Bank of Egypt | Totale National Bank of Egypt | 39         | -45        |                 | 1               | -3              |                    | -                  | -                  |             | -           | -           | 40     | -48    |
| Totale carriera               | Totale carriera               | Totale carriera               | 220        | -222       |                 | 15              | -14             |                    | 29                 | -21                |             | 2           | -1          | 266    | -258   |

### Cronologia presenze e reti in nazionale
| Cronologia completa delle presenze e delle reti in nazionale ― Egitto | Cronologia completa delle presenze e delle reti in nazionale ― Egitto | Cronologia completa delle presenze e delle reti in nazionale ― Egitto | Cronologia completa delle presenze e delle reti in nazionale ― Egitto | Cronologia completa delle presenze e delle reti in nazionale ― Egitto | Cronologia completa delle presenze e delle reti in nazionale ― Egitto | Cronologia completa delle presenze e delle reti in nazionale ― Egitto | Cronologia completa delle presenze e delle reti in nazionale ― Egitto |
| Data                                                                  | Città                                                                 | In casa                                                               | Risultato                                                             | Ospiti                                                                | Competizione                                                          | Reti                                                                  | Note                                                                  |
| --------------------------------------------------------------------- | --------------------------------------------------------------------- | --------------------------------------------------------------------- | --------------------------------------------------------------------- | --------------------------------------------------------------------- | --------------------------------------------------------------------- | --------------------------------------------------------------------- | --------------------------------------------------------------------- |
| 3-9-2011                                                              | Freetown                                                              | Sierra Leone                                                          | 2 – 1                                                                 | Egitto                                                                | Qual. Coppa d'Africa 2012                                             | -2                                                                    |                                                                       |
| 30-9-2021                                                             | Alessandria d'Egitto                                                  | Egitto                                                                | 2 – 0                                                                 | Liberia                                                               | Amichevole                                                            | -                                                                     | 68’                                                                   |
| 11-10-2021                                                            | Bengasi                                                               | Libia                                                                 | 0 – 3                                                                 | Egitto                                                                | Qual. Mondiali 2022                                                   | -                                                                     | 26’                                                                   |
| 26-1-2022                                                             | Douala                                                                | Costa d'Avorio                                                        | 0 – 0 dts (4 - 5 dtr)                                                 | Egitto                                                                | Coppa d'Africa 2021 - Ottavi di finale                                | -                                                                     | 88’                                                                   |
| 30-1-2022                                                             | Yaoundé                                                               | Egitto                                                                | 2 – 1 dts                                                             | Marocco                                                               | Coppa d'Africa 2021 - Quarti di finale                                | -1                                                                    | 96’                                                                   |
| 3-2-2022                                                              | Yaoundé                                                               | Camerun                                                               | 0 – 0 dts (1 – 3 dtr)                                                 | Egitto                                                                | Coppa d'Africa 2021 - Semifinale                                      | -                                                                     |                                                                       |
| 6-2-2022                                                              | Yaoundé                                                               | Senegal                                                               | 0 – 0 dts (4 – 2 dtr)                                                 | Egitto                                                                | Coppa d'Africa 2021 - Finale                                          | -                                                                     |                                                                       |
| 5-6-2022                                                              | Il Cairo                                                              | Egitto                                                                | 1 – 0                                                                 | Guinea                                                                | Qual. Coppa d'Africa 2023                                             | -                                                                     |                                                                       |
| 9-6-2022                                                              | Lilongwe                                                              | Etiopia                                                               | 2 – 0                                                                 | Egitto                                                                | Qual. Coppa d'Africa 2023                                             | -2                                                                    |                                                                       |
| 12-9-2023                                                             | Il Cairo                                                              | Egitto                                                                | 1 – 3                                                                 | Tunisia                                                               | Amichevole                                                            | -3                                                                    |                                                                       |
| 22-1-2024                                                             | Abidjan                                                               | Capo Verde                                                            | 2 – 2                                                                 | Egitto                                                                | Coppa d'Africa 2023 - 1º turno                                        | -                                                                     | 90+12’                                                                |
| 28-1-2024                                                             | San-Pedro                                                             | Egitto                                                                | 1 – 1 dts (7 – 8 dtr)                                                 | RD del Congo                                                          | Coppa d'Africa 2023 - Ottavi di finale                                | -1                                                                    |                                                                       |
| 22-3-2024                                                             | Il Cairo                                                              | Egitto                                                                | 1 – 0                                                                 | Nuova Zelanda                                                         | Amichevole                                                            | -                                                                     | Cap.                                                                  |
| 26-3-2024                                                             | Il Cairo                                                              | Egitto                                                                | 2 – 4                                                                 | Croazia                                                               | Amichevole                                                            | -4                                                                    | Cap.                                                                  |
| Totale                                                                |                                                                       | Presenze                                                              | 14                                                                    |                                                                       | Reti                                                                  | -13                                                                   |                                                                       |

## Palmarès

### Club

#### Competizioni nazionali
- Campionato egiziano: 3

Zamalek: 2014-2015, 2020-2021, 2021-2022
- Coppa d'Egitto: 6

ENPPI Club: 2010-2011
Zamalek: 2012-2013, 2013-2014, 2014-2015, 2018-2019, 2020-2021
- Supercoppa d'Egitto: 1

Zamalek: 2019

#### Competizioni internazionali
- Supercoppa CAF: 1

Zamalek: 2020